# Chloroclystis urticae
Chloroclystis urticae är en fjärilsart som beskrevs av Hudson 1929. Chloroclystis urticae ingår i släktet Chloroclystis och familjen mätare. Inga underarter finns listade i Catalogue of Life.